# 伊本·开拉尼希
伊本·开拉尼希（阿拉伯语：‎) (c. 1071 ～1160年3月18日）是一名生活在12世纪大马士革的阿拉伯政客和编年史家。
开拉尼希出身于希拉尔部族, 是一名在大马士革受过良好教育的贵族。他学习了文学、神学和伊斯兰教法,并担任了一名秘书, 之后担任了大马士革的大法官。他曾两次担任该市市长。他的作品——大马士革编年史续编（Dhail or Mudhayyal Ta'rikh Dimashq）是对希拉勒编年史作品的扩展, 涵盖了1056年至1160年开拉尼希死亡之间的历史。这部编年史是极少数同时期记录第一次十字军历史的作品之一，这部作品是从穆斯林的角度出发，它的直接后果不仅对现代历史学家来说非常有价值，也对之后的12世纪编年史家造成了影响，包括伊本·艾西尔。